# Xousse
Xousse település Franciaországban, Meurthe-et-Moselle megyében. Lakosainak száma 113 fő (2022. január 1.). Xousse Lagarde, Emberménil, Leintrey, Remoncourt és Vaucourt községekkel határos.

## Népesség
A település népessége az elmúlt években az alábbi módon változott:
| Lakosok száma | 166  | 140  | 130  | 113  | 123  | 124  | 127  | 129  | 124  | 113  |
|               | 1968 | 1982 | 1990 | 2006 | 2013 | 2015 | 2017 | 2019 | 2020 | 2022 |